# Depresja Korosadowicza (Mięguszowiecki Szczyt)

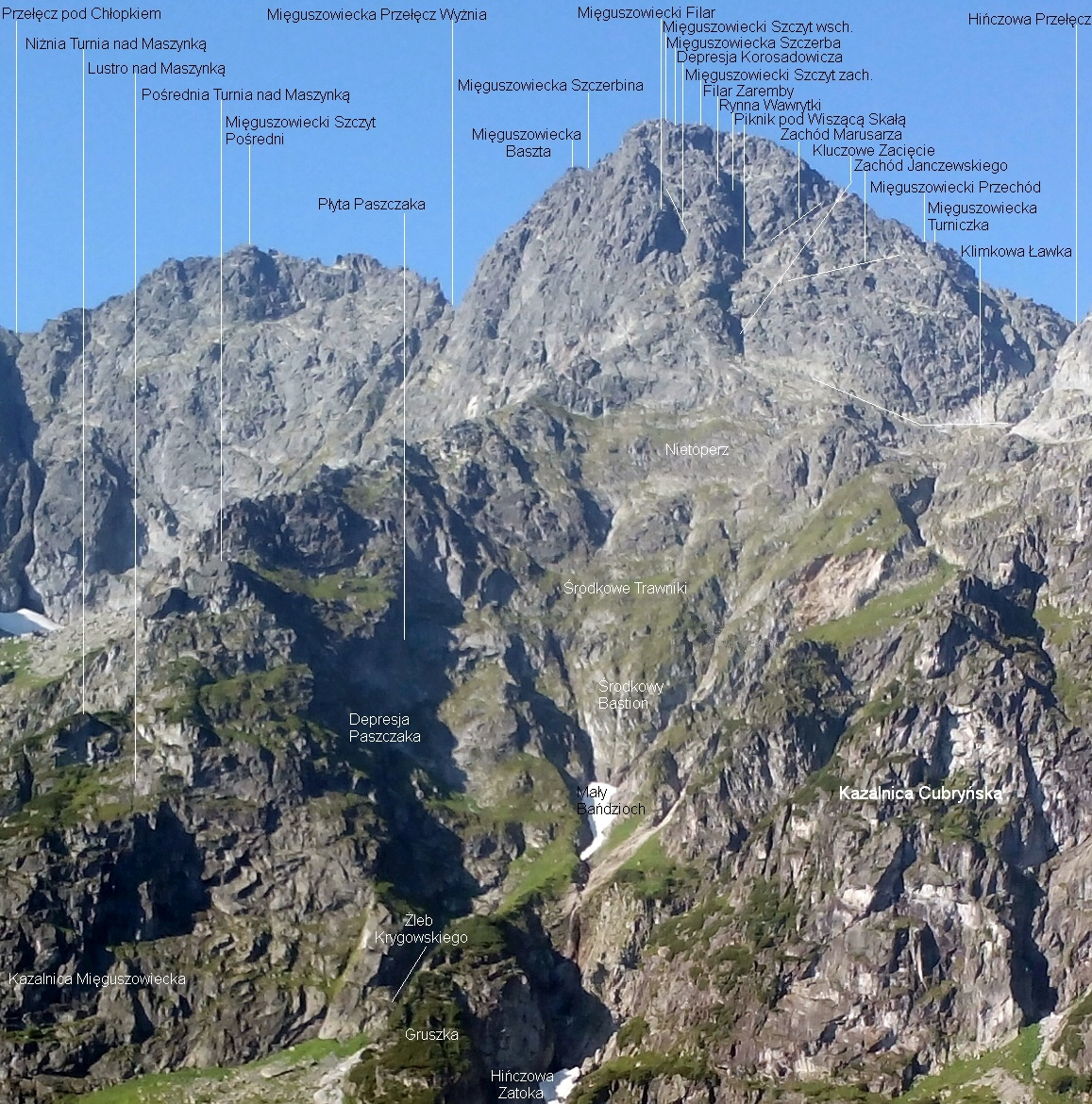
Formacje skalne na północnej ścianie Mięguszowieckiego Szczytu

Depresja Korosadowicza – wybitna depresja w górnej części północnej ściany Mięguszowieckiego Szczytu w polskich Tatrach Wysokich. Opada z jego wschodniego wierzchołka na północ do Zachodu Janczewskiego kilkumetrowej wysokości mokrym progiem. Depresja jest szeroka, zbudowana z gładkich płyt. Jej lewe (patrząc od dołu) ograniczenie tworzy Mięguszowiecki Filar, z prawej strony ogranicza ją Filar Zaremby.
Depresją Korosadowicza prowadzi główny wariant drogi wspinaczkowej północno-wschodnim filarem oraz jeden z wariantów Drogi klasycznej północną ścianą Mięguszowieckiego Szczytu. Nazwa depresji pochodzi od taternika i naczelnika TOPR-u Zbigniewa Korosadowicza. Wraz z Wawrzyńcem Żuławskim byli pierwszymi, którzy przeszli tą depresją 29 sierpnia 1933 r.(V w skali tatrzańskiej).